# Marco Almeida
Marco Almeida (Lobito, 21 de agosto de 1969) é um político e professor português, conhecido pelo seu percurso na política local do município de Sintra.

## Biografia
Nasceu em Lobito, Angola, tendo mudando-se para Portugal em junho de 1975, fixando-se em Mira-Sintra, concelho de Sintra. Frequentou o ensino primário e básico na Escola Preparatória de Mira-Sintra e concluiu o ensino secundário na "Escola Ferreira Dias".
Foi membro do Corpo Nacional de Escutas, no Agrupamento 46 (Agualva-Cacém), e fundador do Agrupamento 704 de Mira-Sintra.

### Formação Académica e Carreira Profissional
Licenciou-se em História pela Faculdade de Ciências Sociais e Humanas da Universidade Nova de Lisboa em 1993 e concluiu uma pós-graduação em Formação Educacional em 1995. Frequentou o Mestrado em História Política e Institucional do Século XIX na mesma universidade.
Exerceu a docência em várias escolas públicas do país e integrou a Direção Nacional e o Secretariado Nacional do Sindicato Nacional dos Profissionais de Educação (SINAPE). Representou o SINAPE na Comissão de Juventude da União Geral dos Trabalhadores.
Exerce funções na administração da Escola Superior de Saúde do Alcoitão e desde abril de 2023 é Presidente da Delegação de Sintra da Cruz Vermelha Portuguesa.

### Percurso Político
A sua atividade política iniciou-se em 1991, na campanha presidencial de Cavaco Silva. Filiou-se no PSD em 1992 e ocupou diversos cargos partidários locais, distritais e nacionais até 2010, incluindo a presidência da Secção do PSD do Cacém (2001-2006) e a participação na Comissão Política Nacional do PSD sob a liderança de Manuela Ferreira Leite (2008-2010).
No âmbito autárquico, foi eleito para o executivo da Junta de Freguesia de Agualva-Cacém em 1993, liderou a bancada do PSD na Assembleia de Freguesia de Agualva-Cacém em 1997 e, em 2001, tornou-se vereador da Câmara Municipal de Sintra, exercendo o cargo de Vice-Presidente e assumindo vários pelouros, incluindo Educação, Saúde, Ação Social, Desporto, Habitação e Proteção Civil.
Foi presidente da EDUCA, E.M. (2005-2006), vogal do Conselho Diretivo da AMTRES (2006-2007) e administrador da Tratolixo (2006-2007). Em 2006, foi eleito presidente da Associação Portuguesa de Habitação Municipal e, em 2009, coordenador do Grupo de Vereadores da Educação da Área Metropolitana de Lisboa.
Em 2013, nas eleições autárquicas, concorreu com o PSD e candidatou-se à presidência da Câmara Municipal de Sintra com o movimento independente "Sintrenses com Marco Almeida", obtendo o 2.º lugar com 31.246 votos. Entre 2013 e 2017, foi vereador da oposição em regime de não permanência.
Nas eleições autárquicas de 2017, concorreu novamente à presidência da Câmara Municipal de Sintra, desta vez numa coligação entre PSD, CDS-PP, PPM e MPT, alcançando o 2.º lugar.
Em 2018 filiou-se novamente no PSD. Em 2025, inicia o processo de preparação para se candidatar novamente à Câmara Municipal de Sintra pelo PSD.